# Premio Marisa Bellisario
Il premio Marisa Bellisario, nato nel 1989, è un riconoscimento in onore di Marisa Bellisario che viene assegnato annualmente dalla Fondazione Marisa Bellisario a donne che si sono distinte nella professione, nel management, nella scienza, nell'economia e nella vita sociale italiana e internazionale.

## Modalità di premiazione
La commissione esaminatrice che seleziona le vincitrici di ogni edizione è affiancata da un comitato d'onore composto da varie personalità rilevanti nella vita culturale, politica ed economica italiana.
Il riconoscimento, denominato Mela d'Oro, è rappresentato da una statuetta a forma di Mela, metafora della trasgressione al femminile, ideata e realizzata dall'artista e artigiano Mastro Sette. Il premio è patrocinato da alcuni ministeri; la cerimonia di premiazione è trasmessa sui canali Rai, e a partire dal 2016 le vincitrici del premio vengono ricevute dal Presidente della Repubblica Italiana.

## Categorie
Il Premio Bellisario offre riconoscimenti alle donne che si distinguono in varie categorie. Nel corso degli anni tali categorie sono in alcuni casi rimaste costanti, mentre in altre inevitabilmente cambiate per adeguarsi al mutare della società.
- Management
- Imprenditoria
- Istituzioni
- Informazione
- Spettacolo
- Internazionale
- Germoglio d’Oro
- Neolaureate

A queste categorie si sono in seguito aggiunti due premi rivolti alle aziende che si distinguono nell'applicazione della parità di genere: "Woman Value Company", dedicato alle PMI e conferito in collaborazione con Intesa Sanpaolo, e "Aziende Women friendly", riservato alle società quotate in borsa.

## Edizioni
| Edizione | Registrazione                  | Messa in onda   | Sottotitolo e Tema dell'edizione                                     | Conduzione                                    | Rete televisiva | Location                                                |
| -------- | ------------------------------ | --------------- | -------------------------------------------------------------------- | --------------------------------------------- | --------------- | ------------------------------------------------------- |
| 1ª       | 8 marzo 1989                   | 10 marzo 1989   | Alternativa Donna                                                    | Patrizia Caselli                              | Rai 2           | Teatro Tenda Pianeta di Roma                            |
| 2ª       | 6 marzo 1990                   | 8 marzo 1990    | Donne in comunicazione                                               | Patrizia Caselli                              | Rai 2           | PalaTrussardi di Milano                                 |
| 3ª       | Diretta                        | 8 marzo 1991    | Un obiettivo di uguaglianza                                          | Alessandra Martines                           | Rai 2           | Teatro Ariston di Lecce                                 |
| 4ª       | Diretta                        | 8 marzo 1992    | Un progetto per cambiare                                             | Antonella Clerici                             | Rai 2           | Teatro Ponchielli di Cremona                            |
| 5ª       | Diretta                        | 7 marzo 1993    | Donne e mafia: dentro, contro, fuori                                 | Enza Sampò                                    | Rai 2           | Teatro Biondo di Palermo                                |
| 6ª       | 5 marzo 1994                   | non prevista    | Donne tra impresa e ripresa                                          | Patrizia Caselli                              | non prevista    | Pinciana Office di Roma                                 |
| 7ª       | 4 marzo 1995                   | non prevista    | Le Protagoniste e la qualità totale d'impresa                        | Patrizia Caselli                              | non prevista    | Confindustria - Auditorium della Tecnica di Roma        |
| 8ª       | 9 marzo 1996                   | non prevista    | Le Protagoniste, la Dirigenza                                        | Michele Cucuzza                               | non prevista    | Confindustria - Auditorium della Tecnica di Roma        |
| 9ª       | 21 marzo 1997                  | non prevista    | La progettazione femminile nel Mezzogiorno                           | Michele Cucuzza                               | non prevista    | Confindustria - Auditorium della Tecnica di Roma        |
| 10ª      | 21 marzo 1998                  | non prevista    | L'imprenditrice nel mercato globale                                  | Michele Cucuzza                               | non prevista    | Confindustria - Auditorium della Tecnica di Roma        |
| 11ª      | 8 maggio 1999                  | non prevista    | Le Nuove Leve del 2000                                               | Tiziana Ferrario                              | non prevista    | Confindustria - Auditorium della Tecnica di Roma        |
| 12ª      | 6 maggio 2000                  | non prevista    | Donna, Comunicazione e Tecnologia                                    | ND                                            | non prevista    | Confindustria - Auditorium della Tecnica di Roma        |
| 13ª      | 5 maggio 2001                  | non prevista    | Donna & Finanza                                                      | Paola Saluzzi                                 | non prevista    | Confindustria - Auditorium della Tecnica di Roma        |
| 14ª      | 11 maggio 2002                 | non prevista    | Donna, imprenditrice della terra                                     | Paola Saluzzi                                 | non prevista    | Confindustria - Auditorium della Tecnica di Roma        |
| 15ª      | 10 maggio 2003                 | non prevista    | Sport, donna più che mai                                             | Maria Concetta Mattei                         | non prevista    | Confindustria - Auditorium della Tecnica di Roma        |
| 16ª      | 14 maggio 2004                 | ND              | Il Turismo italiano: le donne che fecero l'impresa                   | Barbara d'Urso                                | Rai 2           | Confindustria - Auditorium della Tecnica di Roma        |
| 17ª      | 10 giugno 2005                 | ND              | Donna: il nuovo volto della Sanità                                   | Paola Saluzzi                                 | Rai 2           | Confindustria - Auditorium della Tecnica di Roma        |
| 18ª      | 16 giugno 2006                 | ND              | Donna e Sud, l’impresa possibile                                     | Paola Saluzzi                                 | Rai 2           | Confindustria - Auditorium della Tecnica di Roma        |
| 19ª      | 15 giugno 2007                 | 29 giugno 2007  | Donne nella comunicazione: valore e trasparenza                      | Alda D'Eusanio                                | Rai 2           | Auditorium Parco della Musica di Roma                   |
| 20ª      | 26 giugno 2008                 | 30 agosto 2008  | Le donne progettano il futuro: innovazione, creatività, meritocrazia | Roberta Lanfranchi                            | Rai 2           | Piccolo Teatro Strehler di Milano                       |
| 21ª      | 19 giugno 2009                 | 3 luglio 2009   | Donne per una Giustizia giusta                                       | Francesca Senette                             | Rai 2           | Confindustria - Auditorium della Tecnica di Roma        |
| 22ª      | 18 giugno 2010                 | 20 giugno 2010  | Donne motore per lo sviluppo                                         | Monica Setta                                  | Rai 2           | Confindustria - Auditorium della Tecnica di Roma        |
| 23ª      | 17 giugno 2011                 | 17 giugno 2011  | Donne innovazione e capitale umano                                   | Massimiliano Ossini                           | Rai 2           | Rai - Teatro delle Vittorie di Roma                     |
| 24ª      | 1º giugno 2012                 | 6 giugno 2012   | Donne: l’Italia che vogliamo                                         | Massimiliano Ossini                           | Rai 2           | Rai - Teatro delle Vittorie di Roma                     |
| 25ª      | 20 giugno 2013                 | 22 giugno 2013  | Donne ad alta quota                                                  | Lorena Bianchetti                             | Rai 2           | Studio 5 CPTV DEAR Rai di Roma                          |
| 26ª      | 20 giugno 2014                 | 27 giugno 2014  | Donne ad alta quota                                                  | Lorena Bianchetti e Federico Russo            | Rai 2           | Studio 5 CPTV DEAR Rai di Roma                          |
| 27ª      | 20 giugno 2015                 | 24 giugno 2015  | Donne ad alta quota                                                  | Maria Concetta Mattei e Federico Russo        | Rai 2           | Studio 5 CPTV DEAR Rai di Roma                          |
| 28ª      | 17 giugno 2016                 | 23 giugno 2016  | Donne ad alta quota                                                  | Federico Russo e Melissa Greta Marchetto      | Rai 2           | Teatro 15 di Cinecittà in Roma                          |
| 29ª      | 16 giugno 2017                 | 21 giugno 2017  | Donne ad alta quota                                                  | Massimiliano Ossini e Melissa Greta Marchetto | Rai 2           | CPTV De Paolis di Roma                                  |
| 30ª      | 15 giugno 2018                 | 19 giugno 2018  | Donne ad alta quota                                                  | Paola Perego                                  | Rai 2           | Auditorium Rai del Foro Italico di Roma                 |
| 31ª      | 14 giugno 2019                 | 22 giugno 2019  | Donne ad alta quota                                                  | Paola Perego                                  | Rai 1           | Studio 5 CPTV Rai Fabrizio Frizzi di Roma               |
| 32ª      | 15 ottobre 2020                | 17 ottobre 2020 | Donne che fanno la differenza                                        | Laura Chimenti                                | Rai 1           | Studio 5 CPTV Rai Fabrizio Frizzi di Roma               |
| 33ª      | 1º luglio 2021                 | 17 luglio 2021  | Donne che fanno la differenza                                        | Laura Chimenti                                | Rai 1           | Studio 5 CPTV Rai Fabrizio Frizzi di Roma               |
| 34ª      | 10 giugno 2022                 | 18 giugno 2022  | Donne che fanno la differenza                                        | Laura Chimenti                                | Rai 1           | Studio 5 CPTV Rai Fabrizio Frizzi di Roma               |
| 35ª      | 15 giugno 2023                 | 17 giugno 2023  | Donne che fanno la differenza                                        | Serena Autieri                                | Rai 1           | Studio 5 CPTV Rai Fabrizio Frizzi di Roma               |
| 36ª      | 14 giugno 2024                 | 8 luglio 2024   | Donne che fanno la differenza                                        | Luca Barbarossa                               | Rai 1           | Tempio di Venere presso Parco archeologico del Colosseo |
| 37ª      | prevista per il 27 giugno 2025 |                 | Donne che fanno la differenza                                        | Gabriele Corsi                                | Rai 1           | Tempio di Venere presso Parco archeologico del Colosseo |

## Albo d'oro

### 1989 - Alternativa Donna
La prima edizione del premio si svolge l'8 marzo 1989 presso il Teatro Tenda Pianeta di Roma. Il Comitato d’Onore chiamato a scegliere le vincitrici del premio è composto, tra le altre, da Anna Craxi, Nilde Iotti, Rita Levi-Montalcini, Susanna Agnelli, Margherita Boniver, Elena Marinucci e Margherita Hack. La cerimonia è trasmessa in seconda serata su Rai 2 con la conduzione di Patrizia Caselli. Nel corso della serata si esibiscono sul palco Miriam Makeba, Juliette Greco, Nicolette Larson, Lisa Hunt, Ivana Spagna e Teresa De Sio.:

#### Premiate
- Margherita Hack, astrofisica
- Elena Marinucci, parlamentare europea
- Maria Toni, creatrice di moda per divise da lavoro
- Myriam De Cesco, direttrice di Capital
- Paola Severini, agente pubblicitaria
- Vincenza Bono Parrino, Ministra per i beni culturali e ambientali
- Patrizia Livreri (Premio neolaureate)

### 1990 - Donne in comunicazione
La seconda edizione del premio si svolge il 6 marzo 1990 al Palatrussardi di Milano. La premiazione viene trasmessa in seconda serata da Rai 2 con il titolo Buongiorno Primavera e la conduzione di Patrizia Caselli. Durante la serata si esibiscono sul palco le cantanti Mia Martini, Ornella Vanoni, Ombretta Colli e Rossana Casale.

#### Premiate
- Elena Bonnėr Sacharova, leader della dissidenza sovietica (Premio Internazionale)
- Miriam Makeba, cantante (Premio Internazionale)
- Anna Maria Petroli Topani, responsabile della Galleria degli Uffizi di Firenze (Premio Imprenditoria e Management)
- Antonella Celletti, pilota Alitalia (Premio Imprenditoria e Management)
- Carla Gagliasso Tusi, amministratrice delegata COGEMA (Premio Imprenditoria e Management)
- Donatella Ronchi Girombelli, stilista (Premio Imprenditoria e Management)
- Flavia Pignanelli Verani, direttrice del carcere di Cremona (Premio Imprenditoria e Management)
- Maria Grazia Massimino Angioni, imprenditrice (Premio Imprenditoria e Management)
- Elena De Paulis (Premio neolaureate)
- Elisabetta Ghiglione (Premio neolaureate)
- Silvia Liberata Ullo (Premio neolaureate)

### 1991 - Un obiettivo di uguaglianza
La terza edizione del premio si svolge l'8 marzo 1991 presso il Teatro Ariston di Lecce. La premiazione va in onda in seconda serata su Rai 2 con la conduzione di Alessandra Martines. Durante la serata si esibiscono sul palco la danzatrice Carla Fracci, la cantante Amii Stewart, l'attrice Giuliana De Sio e la soprano Mariella Devia.

#### Premiate
- Badria Al Awashi, giurista in esilio (Premio Internazionale)
- Mary Robinson, Presidente della Repubblica d’Irlanda (Premio Internazionale)
- Anna Maria D'Ascenzo, prefetta (Premio Imprenditoria e Management)
- Elvira Sellerio, presidente della casa editrice Sellerio (Premio Imprenditoria e Management)
- Emma Gibellini, amministratrice (Premio Imprenditoria e Management)
- Maria Luisa Averna, amministratrice delegata di Averna (Premio Imprenditoria e Management)
- Maria Ruta, presidente Confcommercio di Taranto (Premio Imprenditoria e Management)
- Mary Cefaly, imprenditrice (Premio Imprenditoria e Management)
- Maria Giovanna Maglie, giornalista (Premio Speciale)
- Mercedes Clemente (Premio neolaureate)
- Ida Pettiti (Premio neolaureate)
- Lea Torchioni (Premio neolaureate)

### 1992 - Un progetto per cambiare
La quarta edizione del premio si svolge domenica 8 marzo 1992 presso il Teatro Ponchielli di Cremona. La premiazione va in onda in seconda serata su Rai 2 con la conduzione di Antonella Clerici. Tra gli ospiti della serata la cantante Ofra Haza.

#### Premiate
- Aung San Suu Kyi, leader dell’opposizione in Birmania (Premio Internazionale)
- Hanane Achraouni, docente universitaria (Premio Internazionale)
- Giovanna Delfino, direttrice generale Delfino (Premio Imprenditoria e Management)
- Marzia Duse, medica e docente universitaria (Premio Imprenditoria e Management)
- Giuseppina Fusco, consigliera d’amministrazione ENI (Premio Imprenditoria e Management)
- Marina Noé, imprenditrice (Premio Imprenditoria e Management)
- Letizia Moratti, amministratrice delegata e presidente GPA (Premio Imprenditoria e Management)
- Marina Salamon, imprenditrice (Premio Imprenditoria e Management)
- Silvana Giacobini, giornalista e scrittrice (Premio Speciale)
- Stefania Leone (Premio neolaureate)
- Luisa Equi Pierazzini (Premio neolaureate)
- Laura Sincardi (Premio neolaureate)

### 1993 - Donne e mafia: dentro, contro, fuori
La quinta edizione del premio si svolge domenica 7 marzo 1993 presso il Teatro Biondo di Palermo. La premiazione è trasmessa al pomeriggio su Rai 2 con la conduzione di Enza Sampò.

#### Premiate
- Fernanda Contri, avvocata (Premio Imprenditoria e Management)
- Ilda Boccassini, magistrata (Premio Imprenditoria e Management)
- Gabriella Renier Filippone, editrice (Premio Imprenditoria e Management)
- Paola Pelino, manager (Premio Imprenditoria e Management)
- Liliana Ferraro (Premio Imprenditoria e Management)
- Teresa Gamucci, medica (Premio Imprenditoria e Management)
- Francesca Morvillo (Premio Speciale alla Memoria)
- Carmela Galdi (Premio neolaureate)
- Maria Grazia La Rosa (Premio neolaureate)
- Alessandra Saporito (Premio neolaureate)

### 1994 - Donne tra impresa e ripresa
La sesta edizione del premio si svolge a Roma il 5 marzo 1994 presso il Pinciana Office. La cerimonia di premiazione, condotta da Patrizia Caselli, non prevede la messa in onda televisiva.

#### Premiate
- Tullia Zevi, presidente della Comunità Israelitica (Premio Internazionale)
- Franca Spinola, presidente Camera di Commercio (Premio Imprenditoria e Management)
- Giustina Mistrello Destro, vicepresidente della Piccola Industria della Confindustria (Padova) (Premio Imprenditoria e Management)
- Paola Bossalino, amministratrice delegata (Premio Imprenditoria e Management)
- Pialuisa Bianco, direttrice de L’Indipendente (Premio Imprenditoria e Management)
- Silvana Canette, amministratrice delegata (Premio Imprenditoria e Management)
- Maria Clara Jacobelli (Premio Imprenditoria e Management)
- Carla Mosca, giornalista (Premio Speciale)
- Micol Fontana, stilista (Premio Speciale)
- Giulietta Masina, attrice (Premio Speciale)

### 1995 - Le Protagoniste e la qualità totale d'impresa
La settima edizione del premio si svolge a Roma il 4 marzo 1995 a Roma presso Confindustria - Auditorium della Tecnica. La cerimonia di premiazione, condotta da Patrizia Caselli, non prevede la messa in onda televisiva.

#### Premiate
- Ada Grecchi, vice direttrice centrale ENEL (Premio Imprenditoria e Management)
- Gian Piera Carrozzi, dirigente ISVOR FIAT (Premio Imprenditoria e Management)
- Gianna Martinengo, presidente e amministratrice delegata DIDA*EL (Premio Imprenditoria e Management)
- Marosa Azzarà Terrile, presidente nazionale Terziario Donna (Premio Imprenditoria e Management)
- Anna G. Giuliani Parisi, amministratrice unica (Premio Imprenditoria e Management)
- Rosalba Vignola, direttrice generale SOFID (Premio Imprenditoria e Management)
- Daniela Brancati, direttrice TG3 (Premio Speciale)
- Mara Venier, conduttrice (Premio Speciale)
- Regina Schrecker, stilista (Premio Speciale)
- Suor Clara Sietmann, presidente dell’Unione Internazionale Superiori Generali (Premio Speciale)
- Alessandra Di Paola (Premio neolaureate)
- Silvia Thomas (Premio neolaureate)
- Olimpia Nitti (Premio neolaureate)

### 1996 - Le Protagoniste, la Dirigenza
L'ottava edizione del premio si svolge il 9 marzo 1996 a Roma presso Confindustria - Auditorium della Tecnica. La cerimonia di premiazione, condotta da Michele Cucuzza, non prevede la messa in onda televisiva.

#### Premiate
- Amalia Maggioli, imprenditrice (Premio Imprenditoria)
- Cesj Ghiotto Castiglion, vicepresidente Stanhome Italia (Premio Imprenditoria)
- Roberta Falqui, amministratrice delegata di Medcenter Container Terminal di Gioia Tauro (Premio Imprenditoria)
- Laura Pellegrini, responsabile Funzioni Relazioni Istituzionali FS (Premio Management)
- Luisa Rovida De Sanctis, responsabile delle relazioni esterne di Servizi Interbancari Carta Sì (Premio Management)
- Marina Del Pozo Guerras, Dirigente STET (Premio Management)
- Vera Gandi, direttrice Centrale Relazioni Esterne nel Gruppo ABB (Premio Management)
- Angela Buttiglione, giornalista e direttrice Rai International (Premio Speciale Giornalismo)
- Alberta Ferretti, stilista (Premio Speciale Giornalismo)
- Emma Bonino, commissaria europea (Premio Speciale Internazionale)
- Maria Antonietta Guidi, dirigente ENEL (Premio Speciale Ricerca Scientifica)
- Rosa Delle Rose, imprenditrice (Premio Speciale Ricerca Scientifica)
- Laziza A. Akbarova, presidente Associazione Donne Imprenditrici della regione di Tashkent, Uzbekistan (Premio Straordinario)
- Maria Antonietta Muccioli, coordinatrice di San Patrignano (Premio Straordinario)
- Virna Lisi, attrice (Premio Straordinario)
- Sabrina Chirico (Premio neolaureate)
- Antonella Giannini (Premio neolaureate)
- Eleonora R. Sanseverino (Premio neolaureate)

### 1997 - La progettazione femminile nel Mezzogiorno
La nona edizione del premio si svolge il 21 marzo 1997 a Roma presso Confindustria - Auditorium della Tecnica. La cerimonia di premiazione, condotta da Michele Cucuzza, non prevede la messa in onda televisiva.

#### Premiate
- Tehmina Durrani, scrittrice (Premio Internazionale)
- Samaritana Rattazzi, fondatrice e presidente de La Giara (Premio Imprenditoria)
- Inge Feltrinelli, presidente della Giangiacomo Feltrinelli Editore (Premio Imprenditoria)
- Giuseppina Perri, amministratrice unica FAG Petroli (Premio Imprenditoria)
- Vincenza Cassetta, amministratrice unica della Ceramica Francesco De Maio (Premio Imprenditoria)
- Isabella Adriani Guastino Tosato, vicedirettrice centrale STET (Premio Management)
- Rossana Venneri, responsabile Area Finanza e Asset Management della Banca del Salento (Premio Management)
- Tiziana Votta, direttrice Gruppo Carraro (Premio Management)
- Mirella Stampa Barracco, presidente Fondazione Napoli Novantanove (Premio Speciale)
- Vittoria Cappelli, produttrice di eventi culturali (Premio Speciale)
- Linda Lanzillotta, assessora alle politiche finanziarie e di bilancio del Comune di Roma (Premio Speciale)
- Marella Ferrera, stilista (Premio Speciale)
- Suor Antonia Colombo, Superiora Generale delle Figlie di Maria Ausiliatrice (Premio Speciale)
- Rosa Lanzarone (Premio neolaureate)
- Margherita Miali (Premio neolaureate)
- Annamaria Nardecchia (Premio neolaureate)

### 1998 - L'imprenditrice nel mercato globale
La decima edizione del premio si svolge il 21 marzo 1998 a Roma presso Confindustria - Auditorium della Tecnica. La cerimonia di premiazione, condotta da Michele Cucuzza, non prevede la messa in onda televisiva.

#### Premiate
- Madeleine Albright, Segretaria di Stato degli Stati Uniti (Premio Internazionale)
- Caterina Caselli, cantante e imprenditrice con Edizioni Musicali Sugar (Premio Imprenditoria)
- Giuliana Benetton, imprenditrice e stilista (Premio Imprenditoria)
- Nicoletta Fiorucci, presidente della Fiorucci S.p.A. (Premio Imprenditoria)
- Annalisa Vittore, dirigente generale del Ministero del Lavoro (Premio Management)
- Maria Bonfanti, presidente della Banca di Credito Cooperativo di Sesto San Giovanni (Premio Management)
- Rita Santarelli, direttrice dell’area formazione e responsabile del progetto di revisione organizzativa della Confindustria (Premio Management)
- Luisella Pavan Woolfe, Capo divisione Commissione Europea – Occupazione, relazioni industriali ed affari sociali (Premio Speciale)
- Paola Cerruti, comandante titolare Azzurra Air (Premio Speciale)
- Alessandra Carini, responsabile del settimanale economico Affari e Finanza (Premio Speciale)
- Bianca Carretto, giornalista ed imprenditrice nel settore della comunicazione (Premio Speciale)
- Suor Nancy Pereira, direttrice dell’Ente FIDES - Banca per lo Sviluppo in India (Premio Speciale)
- Anita Gradin, commissaria europea con delega all’immigrazione, affari interni, giustizia; relazioni con l’Ombudsman; controllo finanziario; prevenzione delle frodi (Premio Europa)
- Marcella Ancis (Premio neolaureate)
- Luisa Guida (Premio neolaureate)
- Luciana Soriano (Premio neolaureate)

### 1999 - Le Nuove Leve del 2000
L'undicesima edizione del premio si svolge l'8 maggio 1999 a Roma presso Confindustria - Auditorium della Tecnica. La cerimonia di premiazione, condotta da Tiziana Ferrario, non prevede la messa in onda televisiva.

#### Premiate
- Mary McAleese, Presidente della Repubblica d'Irlanda (Premio Internazionale)
- Luisa Todini, imprenditrice e parlamentare europea (Premio Imprenditoria)
- Maria Concetta Patti, amministratrice delegata Valtur (Premio Imprenditoria)
- Marina Berlusconi, vicepresidente di Fininvest (Premio Imprenditoria)
- Adele Campagna Sorrentino, dirigente (Premio Management)
- Luciana Tarozzi, dirigente (Premio Management)
- Vittoria Varianini, Partner della McKinsey & Company (Premio Management)
- Monika Wulf-Mathies, Commissaria Europea (Premio Europa)
- Barbara Ensoli, medica e ricercatrice (Premio Speciale)
- Fiorenza Vallino, direttrice di iO Donna (Premio Speciale) (Premio Speciale)
- Giovanna Melandri, Ministra per i Beni e le Attività Culturali (Premio Speciale)
- Elisabetta Righi Iwanejko, dirigente della Biblioteca di Stato e beni librari della Rep. di San Marino – diplomatica (Premio Speciale)
- Anna La Rosa, giornalista (Premio Speciale)
- Donatella Versace, direttrice artistica della Maison Versace (Premio Speciale)
- Suor Caterina Cangià, pedagogista multimediale (Premio Speciale)
- Monica Lo Papa (Premio neolaureate)
- Monica Barbara Nicoli (Premio neolaureate)
- Simona Chiarandini (Premio neolaureate)

### 2000 - Donna, Comunicazione e Tecnologia
La dodicesima edizione del premio si svolge il 6 maggio 2000 a Roma presso Confindustria - Auditorium della Tecnica. La cerimonia di premiazione non prevede la messa in onda televisiva.

#### Premiate
- Carly Fiorina, amministratrice delegata Hewlett-Packard (Premio Internazionale)
- Diana Bracco, presidente e amministratrice delegata della Bracco spa (Premio Imprenditoria)
- Giovanna Mazzocchi, presidente della casa editrice Editoriale Domus (Premio Imprenditoria)
- Lorenza Pininfarina, direttrice della Comunicazione Pininfarina spa (Premio Imprenditoria)
- Pina Amarelli, presidente della Amarelli (Premio Imprenditoria)
- Isabella Rota, amministratrice delegata di Optimum Media Direction (Premio Management)
- Maria Patrizia Grieco, direttrice generale Italtel (Premio Management)
- Lucia Manzoni, presidente Manzoni Group (Premio Speciale)
- Cristina Muti, presidente Ravenna Festival (Premio Speciale)
- Maria Pia Fanfani, presidente associazioni Insieme per la Pace e Together for Peace Foundation (Premio Speciale)
- Patrizia Avoledo, direttrice Donna Moderna (Premio Speciale)
- Paola Vitto, direttrice della comunicazione HDP (Premio Speciale)
- Carla Fendi in rappresentanza delle sorelle Fendi, stiliste e imprenditrici (Premio Speciale)
- Nicole Fontaine, presidente del Parlamento europeo (Premio Speciale)
- Maria Pilla, ricercatrice (Premio Speciale)
- Maria Amata Garito, direttrice del Network Nettuno (Premio Speciale)
- Suor Cecilia Pepe, impegnata nel recupero e nella riabilitazione dei bambini (Premio Speciale)
- Chiara De Meis (Premio neolaureate)
- Katia Torre (Premio neolaureate)
- Rita Zappa (Premio neolaureate)

### 2001 - Donna & Finanza
La tredicesima edizione del premio si svolge il 5 maggio 2001 a Roma presso Confindustria - Auditorium della Tecnica. La cerimonia di premiazione, condotta da Paola Saluzzi, non prevede la messa in onda televisiva.

#### Premiate
- Maria Lombardo, Education Program Director (Premio Internazionale)
- Daniela Ottolenghi Sacerdote, amministratrice delegata Collistar (Premio Imprenditoria)
- Elisabetta Fabri, vice presidente e amministratrice delegata Starhotels (Premio Imprenditoria)
- Francesca Genovese, consigliera delegata di Francarro Radioindustrie (Premio Imprenditoria)
- Imelde Cavalleri Bronzieri, creatrice dell'azienda I Pinco Pallino (Premio Imprenditoria)
- Fiorella Kostoris Padoa-Schioppa, presidente dell’Istituto di studi e analisi economica (Premio Management)
- Francesca Di Carlo, responsabile finanziaria di Telecom Italia (Premio Management)
- Maria Pierdicchi, responsabile del Nuovo Mercato della Borsa Italiana (Premio Management)
- Maria Teresa Salvemini, direttrice generale della Cassa depositi e prestiti (Premio Management)
- Chiara Grosselli, vice presidente SMAU – Direttrice Comunicazioni e Marketing di IBM (Premio Management)
- Gina Nieri, direttrice Affari Generali e comp. Comit Esecutivo Mediaset (Premio Management)
- Laura Bernini, direttrice marketing Tin.it sezione Internet Seat Pagine Gialle (Premio Management)
- Patrizia Pasini, dirigente FIAT Auto (Premio Management)
- Margherita Barberis Verri, dirigente RCS Editoriali Quotidiani (Premio alla carriera)
- Maria Luisa Agnese, direttrice di Sette (Premio Speciale)
- Suor Nicole Reile, creatrice del primo fondo etico d’investimento (Premio Speciale)
- Mariella Burani, stilista (Premio Speciale)
- Magda Salarich, vice presidente e direttrice marketing e commercio Citroën (Premio Speciale)
- Amalia Cecilia Bruni, ricercatrice per l'individuazione e il clonaggio del gene (Premio Speciale)
- Lorella Cuccarini, conduttrice e attrice (Premio Speciale)
- Elena Salvador (Premio neolaureate)
- Garzia Tullia Zanni (Premio neolaureate)
- Francesca Tiburzi (Premio neolaureate)

### 2002 - Donna, imprenditrice della terra
La quattordicesima edizione del premio si svolge l'11 maggio 2002 a Roma presso Confindustria - Auditorium della Tecnica. La cerimonia di premiazione, condotta da Paola Saluzzi, non prevede la messa in onda televisiva.

#### Premiate
- Margherita Boniver, sottosegretaria Ministero degli Esteri (Premio Internazionale)
- Rania di Giordania, regina di Giordania (Premio Internazionale)
- Giannola Nonino, amministratrice delegata Nonino (Premio Imprenditoria)
- Giuseppina Viglierchio, amministratrice delegata Vigne Regali (Premio Imprenditoria)
- Josè Rallo, titolare Tenuta di Donnafugata (Premio Imprenditoria)
- Maria Luisa Sparaco, amministratrice delegata Fazi Battaglia (Premio Imprenditoria)
- Alessandra Grimaldi, responsabile Marketing Gruppo Grimaldi (Premio Management)
- Monica Possa, direttrice risorse umane e organizzazione South European Region Vodafone-Omnitel (Premio Management)
- Paola Giannotti De Ponti, managing director Dresdner Kleinwort Wasserste (Premio Management)
- Rosanna D’Antona, presidente & CEO Edelman Europe (Premio Management)
- Valeria Monti, amministratrice delegata Gruppo Grey (Premio Management)
- Concetta Carestia Lanciaux, vice presidente ed esecutivo sinergie Lvmh (Premio Management)
- Marilena Ferrari, presidente ART'E (Premio Management)
- Rosanna Mani, co-direttrice TV Sorrisi e Canzoni (Premio Speciale)
- Franca Coin, presidente The Venice International Foundation (Premio Speciale)
- Suor Sophie Boudri, missionaria impegnata nella promozione e tutela dei diritti umani (Premio Speciale)
- Laura Biagiotti, stilista (Premio Speciale)
- Olga Mondello, presidente Tourist Ferry Boat (Premio alla carriera)
- Viviane Reding, commissaria europea (Premio Europa)
- Marta Marzotto (Premio ever green)
- Paola Vighetto, amministratrice M'AMO (Premio Germoglio d'Oro)
- Paola Spoletini (premio neolaureate)
- Laura Galluccio (premio neolaureate)
- Elena Castellarin (premio neolaureate)

### 2003 - Sport, donna più che mai
La quindicesima edizione del premio si svolge il 10 maggio 2003 a Roma presso Confindustria - Auditorium della Tecnica. La cerimonia di premiazione, condotta da Maria Concetta Mattei, non prevede la messa in onda televisiva.

#### Premiate
- Giuliana Rosset, amministratrice delegata Napapijri (Premio Imprenditoria)
- Gabriella Spada, presidente Giacomelli Sport (Premio Imprenditoria)
- Cristina Newburg, titolare centro benessere SPA’ DEUS (Premio Imprenditoria)
- Bianca Maria Bosco Tedeschini Lalli, rettrice IUSM  (Premio Management)
- Evelina Christillin, vice presidente Comitato Organizzatore Olimpiadi di Torino (Premio Management)
- Giada Michetti, amministratrice delegata Promotor International (Premio Management)
- Luisa Rizzitelli, titolare Timing Event e Communication (Premio Management)
- Beatrice Trussardi, presidente Trussardi Group (Premio Speciale)
- Fides Romanin, prima "alfiera" azzurra alle Olimpiadi (Premio Speciale)
- Miranda Cicognani prima "alfiera" azzurra alle Olimpiadi (Premio Speciale)
- Carla Vanni, direttrice Grazia (Premio Speciale)
- Donatella Scarnati, giornalista TG1 (Premio Speciale)
- Emanuela Audisio, giornalista La Repubblica (Premio Speciale)
- Benedetta Geronzi, direzione Marketing Federcalcio (Premio Speciale)
- Giulia Mancini, responsabile area marketing Juventus Football Club (Premio Speciale)
- Rosella Sensi, amministratrice delegata AS Roma Spa (Premio Speciale)
- Scuderia Ferrari (Premio Speciale): ritirano il premio Lucia Menetti, Lara Fraschini, Michela Bruzzone, Daniela Grenzi
- Cristina Cini, assistente dell'arbitro nel campionato di calcio di Serie A (Premio Speciale)
- Suor Giovanna Saporiti, presidente Agil Volley Trecate (NO) (Premio Speciale)
- Francesca Porcellato, atleta (Premio Speciale)
- Paola Fantato, atleta (Premio Speciale)
- Stefania Belmondo, atleta (Premio alla carriera)
- Diana Bianchedi, atleta (Premio alla carriera)
- Sara Simeoni, atleta (Premio alla carriera)
- Adele Allegrini, direttrice generale de La Mela di Ottavia (Premio Germoglio d'Oro)
- Federica Poli (Premio neolaureate)
- Paola Uggetti (Premio neolaureate)
- Lucia Valbonesi (Premio neolaureate)

### 2004 - Il Turismo italiano: le donne che fecero l'impresa
La sedicesima edizione del premio si svolge il 14 maggio 2004 a Roma presso Confindustria - Auditorium della Tecnica. La cerimonia di premiazione, condotta da Barbara D'Urso, viene trasmessa da Rai2.

#### Premiate
- Amat Al Aleem Ali Alsoswa, ministra per i diritti umani dello Yemen (Premio Internazionale)
- Fiorella Federica Alvino, presidente Castello di Spaltenna (Premio Imprenditoria)
- Maria Criscuolo, presidente Gruppo Triumph (Premio Imprenditoria)
- Paola Michelacci, titolare della catena alberghiera Michelacci (Premio Imprenditoria)
- Elena David, amministratrice delegata UNA Hotels & Resorts (Premio Management)
- Maria Carmela Colaiacovo, presidente e DG del Park Hotel ai Cappuccini e vice presidente Federturismo (Premio Management)
- Susanna Zucchelli, amministratrice delegata Geasar SpA, Aeroporto di Olbia-Costa Smeralda (Premio Management)
- Lina Wertmüller, regista (Premio Speciale)
- Daniela Hamaui, direttrice de L'Espresso (Premio Speciale)
- Maria Grazia Fabrizio, segretaria generale Unione Sindacale Territoriale CISL Milano (Premio Speciale)
- Anna Molinari, stilista e fondatrice Blumarine (Premio Speciale)
- Suor Alba Nani, Madre Generale delle Piccole Figlie dei Sacri cuori di Gesù e Maria (Premio Speciale)
- Adele Cavalleri, direttrice produzione News Mediaset (Premio Speciale)
- Barbara Contini, governatrice dell'autorità provvisoria di Coalizione (Premio Straordinario)
- Eleonora Bortolotti, fondatrice cooperativa sociale Eureka (Premio Germoglio d'Oro)
- Laura Del Tin (Premio neolaureate)
- Monica Pellegrino (Premio neolaureate)
- Chiara Taddia (Premio neolaureate)

### 2005 - Donna: il nuovo volto della Sanità
La diciassettesima edizione del premio si svolge il 10 giugno 2005 a Roma presso Confindustria - Auditorium della Tecnica. La cerimonia di premiazione, condotta da Paola Saluzzi, viene trasmessa da Rai 2.

#### Premiate
- Tara Gandhi, fondatrice e vice presidente del Kasturba Gandhi National Memorial Trust (Premio Internazionale)
- Anna Tampieri, presidente Fin-Ceramica Faenza (Premio Imprenditoria)
- Domenica Minniti Caminiti, amministratrice unica Casa di Cura Caminiti (Premio Imprenditoria)
- Maria Patrizia Patrizi, Presidente Gruppo BIOS (Premio Imprenditoria)
- Francesca Merzagora, fondatrice e presidente del Comitato Nazionale Europa Donna (Premio Management)
- Francesca Pasinelli, direttrice scientifica Telethon (Premio Management)
- Maria Pia Ruffilli, direttrice esecutiva Pfizer Italia srl (Premio Management)
- Il Sole 24 Ore - Sanità (Premio Speciale)
- Marinella Di Capua, presidente Associazione italiana Studio Malformazioni (Premio Speciale)
- Marina Grossi, amministratrice delegata di Selex Sistemi Integrati Spa (Premio Speciale)
- Patrizia Sandretto Re Rebaudengo, presidente Fondazione Sandretto Re Rebaudengo (Premio Speciale)
- Suor Francesca Leonardi, missionaria in Marocco dell’ordine delle Francescane missionarie di Maria (Premio Speciale)
- Ada Burrone, presidente Attivecomeprima onlus (Premio Speciale)
- Clementina Cantoni, giurista italiana ed esperta di diritto internazionale umanitario (Premio Straordinario)
- Elena Cattaneo, direttrice laboratorio di biologia delle cellule staminali e farmacologia delle malattie neurodegenerative, Università di Milano (Premio Professioniste della Medicina)
- Maria Gabriella Santoro, professoressa ordinaria di virologia, Università degli Studi di Roma Tor Vergata (Premio Professioniste della Medicina)
- Maria Grazia Modena, presidente Società italiana di Cardiologia (Premio Professioniste della Medicina)
- Cynthia Russo, responsabile Fund Raising Ospedale pediatrico Bambino Gesù (Premio Germoglio d'Oro)
- Elisabetta Lunati, responsabile della direzione centrale affari legali Banca Intesa Sanpaolo (Premio alla carriera)
- Maria Cristina Bisi (Premio neolaureate)
- Barbara Canesi (Premio neolaureate)
- Alberta Latteri (Premio neolaureate)

### 2006 - Donna e Sud, l’impresa possibile
La diciottesima edizione del premio si svolge il 16 giugno 2006 a Roma presso Confindustria - Auditorium della Tecnica. La cerimonia di premiazione, condotta da Paola Saluzzi, viene trasmessa da Rai 2.

#### Premiate
- Teresa Naldi, amministratrice unica Royal Group Hotels & Resorts (Premio Imprenditoria)
- Maria Laura Cafiero Mattioli, presidente CA.FI.MA. S.p.A. (Premio Imprenditoria)
- Maria Cristina Elmi Busi Ferruzzi, presidente ACIES S.r.l. (Premio Imprenditoria)
- Giuseppina De Maio, amministratrice delegata CE.VI. Ceramica Vietrese (Premio Imprenditoria giovanile)
- Margherita Mastromauro, titolare e responsabile relazioni aziendali Pastificio Riscossa (Premio Imprenditoria giovanile)
- Mariella De Florio, amministratrice delegata SIMET (Premio Imprenditoria giovanile)
- Maria Rosaria Campitelli, direttrice generale Torno Internazionale S.p.A. (Premio Management)
- Maria Teresa Lavieri, direttrice generale Dipartimento Presidenza della Giunta della Regione Basilicata (Premio Management)
- Teresa Ruberto, capo scalo Aeroporto di Lamezia Terme (Premio Management)
- Frida Giannini, direttrice creativa di Gucci (Premio Speciale)
- Cristina Comencini, regista (Premio Speciale)
- Rita Pinci, vice direttrice Panorama (Premio Speciale)
- Margherita Tomasello Terrasi, consigliera d’amministrazione e responsabile MKT Molino e Pastificio Tomasello S.p.A. (Premio Speciale)
- Suor Tiziana Maule, Missionaria in Costa d'Avorio dell’ordine delle Suore Dorotee del Sacro Cuore di Gesù (Premio Speciale)
- Rosanna Palombini, titolare Palombini Eur S.r.l (Premio alla carriera)
- Ada Di Stefano, amministratrice unica ATS Advanced Technology Solutions S.r.l. (Premio Germoglio d'Oro)
- Daniela Caldarulo (Premio neolaureate)
- Roberta Pellegrino (Premio neolaureate)

### 2007 - Donne nella comunicazione: valore e trasparenza
La diciannovesima edizione del premio si svolge il 15 giugno 2007 a Roma presso l'Auditorium Parco della Musica. La cerimonia di premiazione, condotta da Alda D'Eusanio, viene trasmessa in seconda serata su Rai 2 il 29 giugno. Partecipano all'evento un'orchestra al femminile diretta dal maestro Cinzia Pennesi e le esibizioni di Elena Bonelli ed Eugenio Finardi.

#### Premiate
- Anna Adriani, direttrice relazioni esterne e amministratrice delegata di Illycaffè (Premio Imprenditoria)
- Daniela Carosio, direttrice centrale comunicazione esterna e corporate branding Ferrovie dello Stato (Premio Imprenditoria)
- Giuliana Del Bufalo, direttrice comunicazione e immagine Rai (Premio Imprenditoria)
- Maria Elena Caporaletti, vice presidente communication and public affairs Poste Italiane (Premio Imprenditoria)
- Alessandra Perrazzelli, responsabile affari internazionali Intesa Sanpaolo (Premio Istituzioni)
- Enrica Giorgetti, direttrice generale Farmindustria (Premio Istituzioni)
- Gabriella Alemanno, direttrice per le strategie e vice direttrice generale Amministrazione autonoma dei monopoli di Stato (Premio Istituzioni)
- Daniela Viglione, presidente e amministratrice delegata AGI (Premio Management)
- Donatella Treu, amministratrice delegata Wolters Kluwer Italia (Premio Management)
- Milka Pogliani, presidente e direttrice creativa esecutivo McCann Worldgroup (Premio Management)
- Roberta Lai, amministratrice delegata Radio 24 – Il Sole 24 Ore (Premio Management)
- Livia Turco, ministra della salute (Premio Speciale)
- Renata Polverini, segretaria generale UGL (Unione Generale del Lavoro) (Premio Speciale)
- Giovanna Calvi, direttrice responsabile pubbliche relazioni FIAT (Premio Speciale)
- Nicoletta Spagnoli, amministratrice delegata Luisa Spagnoli (Premio Speciale)
- Neriman Ülsever, direttrice risorse umane Indesit Company (Premio Speciale)
- Suor Emilia Spada, dell’Ordine delle Suore di carità delle Sante Bartolomea Capitanio e Vincenza Gerosa (Premio Speciale)
- Alessandra Ghisleri (Premio Germoglio d'Oro)
- Annarita Levanti (Premio neolaureate)
- Valentina Palma (Premio neolaureate)
- Livia Trazza (Premio neolaureate)

### 2008 - Le donne progettano il futuro: innovazione, creatività, meritocrazia
La ventesima edizione del premio si svolge il 26 giugno 2008 a Milano presso il Piccolo Teatro Strehler. La cerimonia di premiazione è condotta da Roberta Lanfranchi, e vede come ospiti musicali Ornella Vanoni, Eugenio Bennato e l’Orchestra l’Accademia della Libellula diretta dal Maestro Cinzia Pennesi.. La premiazione è trasmessa da Rai 2 sabato 30 agosto alle 10.35.

#### Premiate
- Nagia Mohammed Essayed, commissaria per le Risorse Umane, la Società e la Tecnologia dell'African Union Commission (Premio Internazionale)
- Cinzia Pennesi, direttrice d'orchestra (Premio Creatività)
- Graziella Vigo, fotografa e giornalista (Premio Creatività)
- Simona Rosato, amministratrice delegata Rosato Gioielli (Premio Creatività)
- Laura Iris Ferro, presidente e CEO Gentium SpA (Premio Innovazione)
- Margherita Della Valle, direttrice finanziaria Europa Vodafone Group (Premio Innovazione)
- Wanda Andreoni, program manager IBM Ricerca Zurigo – Direttrice CECAM (Centro Europeo per il Calcolo Atomico e Molecolare) (Premio Innovazione)
- Beatrice Cozzi Parodi, presidente del Gruppo Cozzi Parodi (Premio Meritocrazia)
- Carla Rabitti, componente dell'Autorità garante della concorrenza e del mercato (Premio Meritocrazia)
- Elisabetta Belloni, capo unità di crisi del Ministero degli esteri (Premio Meritocrazia)
- Raffaella Curiel, stilista (Premio Speciale)
- Suor Adriana Prevedello, terziaria francescana Elisabettina Comunità E. Vendramini (Premio Speciale)
- Ornella Vanoni, cantante (Premio alla carriera)
- Giorgia Meloni, ministra per la gioventù (Premio Germoglio d'Oro)
- Chiara Ortolani (Premio neolaureate)
- Elisa Costantini (Premio neolaureate)
- Roberta De Marco Capizzi (Premio neolaureate)

### 2009 - Donne per una Giustizia giusta
La ventunesima edizione del premio si svolge il 19 giugno 2009 a Roma presso Confindustria - Auditorium della Tecnica. La cerimonia di premiazione è condotta da Francesca Senette e trasmessa in terza serata su Rai 2 il 3 luglio 2009. Ospite musicale della serata Malika Ayane..

#### Premiate
- Josette Sheeran, direttrice esecutiva Programma alimentare mondiale (Premio internazionale)
- Livia Pomodoro, presidente del Tribunale di Milano (Premio Donne e Giustizia)
- Manuela Romei Pasetti, presidente Corte d'Appello di Venezia (Premio Donne e Giustizia)
- Augusta Iannini, capo Ufficio legislativo del Ministero della giustizia (Premio Donne e Giustizia)
- Annamaria Palma Guarnier, coordinatrice Ufficio di gabinetto del Presidente del Senato (Premio Donne e Giustizia)
- Paola Severino, avvocata, vice rettrice Luiss Guido Carli (Premio Donne e Giustizia)
- Paola Balducci, avvocata, docente universitaria (Premio Donne e Giustizia)
- Raffaella Leone, vice presidente di Eni Foundation e membro CdA Fondazione Eni Enrico Mattei (Premio Speciale)
- Titti Postiglione, dirigente Servizio Coordinamento della Sala Situazione Italia e Monitoraggio del Territorio ed Emergenze Marittime (Premio Speciale)
- Rangina Hamidi, fondatrice Afghans for Civil Society - ACS e presidente Kandahar Treasure (Premio Speciale)
- Marie Madeleine Mborantsuo, presidente della Corte Costituzionale e membro dell’Associazione delle Donne Giuriste gabonesi (Premio Speciale)
- Suor Giuliana Bragantini, Congregazione delle Suore Canossiane (Premio Impegno Religioso)
- Angela Marcello, direttrice Istituto Sperimentale “Luigi Daga” di Laureana di Borrello (RC) (Premio Germoglio d'Oro)
- Luisa Hong Yan Sun (Premio neolaureate)
- Margherita Cecconi (Premio neolaureate)
- Francesca Ricci Bitti (Premio neolaureate)

### 2010 - Donne motore per lo sviluppo
La ventiduesima edizione del premio si svolge il 18 giugno 2010 a Roma presso Confindustria - Auditorium della Tecnica. La cerimonia di premiazione, condotta da Monica Setta, viene trasmessa il 20 giugno in seconda serata su Rai 2 e comprende gli interventi musicali di Antonella Ruggiero e Irene Fornaciari.

#### Premiate
- Salim Wijdan Mikael, ministra irachena per i diritti dell’uomo (Premio Internazionale)
- Matilde Bernabei (Premio Imprenditoria)
- Licia Mattioli (Premio Imprenditoria)
- Elena Zambon (Premio Imprenditoria)
- Francesca Fiore, direttrice commerciale telefoni di Vodafone (Premio Management)
- Rita Marino (Premio Management)
- Paola Piccinini Tosato (Premio Management)
- Maria Di Freda (Premio Cultura)
- Barbara Stefanelli (Premio Giornalismo)
- Alessandra Servidori (Premio Pari Opportunità)
- Maria Grazia Marchetti Lungarotti (Premio alla Carriera)
- Suor Nazarena Di Paolo (Premio Impegno Religioso)
- Francesca Schiavone (Premio Orgoglio italiano)
- Barbara Mazzolai, team leader Microbotics dell'Istituto italiano di tecnologia (Premio Germoglio d'Oro)
- Claudia Arena (Premio neolaureate)
- Marta Spedicato (Premio neolaureate)
- Barbara Torre (Premio neolaureate)

### 2011 - Donne innovazione e capitale umano
La ventitreesima edizione del premio si svolge il 17 giugno 2011 a Roma presso il Teatro delle Vittorie. La cerimonia, condotta da Massimiliano Ossini, viene trasmessa in seconda serata da Rai2 il 19 giugno.

#### Premiate
- Neila Jrad (Premio Internazionale)
- Susanna Camusso (Premio Mela d'Oro)
- Elsa Fornero (Premio Mela d'Oro)
- Lorenza Lei (Premio Mela d'Oro)
- Elisabetta Serafin (Premio Mela d'Oro)
- Anna Maria Tarantola (Premio Mela d'Oro)
- Cavaliere Viviana (Premio Germoglio d'Oro)
- Alessandra Gambino (Premio neolaureate)
- Federica Sazzini (Premio neolaureate)
- Eleonora Secchi (Premio neolaureate)

#### Premi giovani talenti Ricerca
- Natalia Battista
- Marta Burgay
- Claudia Cherubini
- Elisabetta Collini
- Donatella Donatelli
- Alessandra Maria Falzone
- Pamela Martino
- Silvia Mazzucotelli Salice
- Anna Olivieri
- Luana Persano
- Fiorella Retucci
- Lorenza Rossi
- Elisa Tinti
- Rosa Visone

#### Premi giovani talenti Made in Italy
- Paola Arpone
- Cristiana Capotondi
- Anna Della Rosa
- Bianca Maria Gervasio
- Camilla Lunelli
- Claudia Piaserico
- Marinella Senatore
- Lilli Spina
- Sofia Vedani

#### Premi giovani talenti Forze Armate
- Serena Aveta
- Patrizia Manuela Bellanti
- Carla Broccolini
- Anna Cuzzola
- Claudia De Cesare
- Stefania Milione
- Valentina Montinari
- Emma Palombi
- Francesca Petrocco
- Cristina Spina

#### Premi giovani talenti Sport
- Chiara Cainero
- Alessandra Lucchino
- Elena Runggaldier
- Giuliana Quintivalle
- Elisa Blanchi
- Giulia Galtarossa
- Romina Laurito
- Daniela Masseroni
- Elisa Santoni
- Anželika Savrajuk

#### Premi alle aziende
- Denise De Pasquale (Premio Women Friendly)

### 2012 - Donne: l’Italia che vogliamo
La ventiquattresima edizione del premio si svolge il 1º giugno 2012 a Roma presso il Teatro delle Vittorie. La cerimonia, condotta da Massimiliano Ossini, viene trasmessa in seconda serata da Rai2 il 6 giugno. A salire sul palco nelle vesti di premiatori tra gli altri, il Presidente del Consiglio Mario Monti, Antonio Catricalà, le ministre Elsa Fornero e Paola Severino, il sindaco di Roma Gianni Alemanno, la direttrice generale della Rai Lorenza Lei, la vice direttrice generale della Banca d'Italia Anna Maria Tarantola, Mara Carfagna, Sergio Dompè e Mauro Moretti.

#### Premiate
- Marie-Ségolène Royal, esponente Parti Socialiste (Premio Internazionale)
- Catia Bastioli, amministratrice delegata Novamont (Premio Imprenditoria)
- Olga Urbani, amministratrice delegata Urbani Tartufi (Premio Imprenditoria)
- Mariella Enoc, vice presidente Fondazione Cariplo (Premio Imprenditoria)
- Costanza Esclapon, direttrice relazioni esterne Alitalia (Premio Management)
- Marina Migliorato, responsabile CSR e relazioni con gli stakeholder Enel (Premio Management)
- Giorgina Gallo, presidente e amministratrice delegata L’Oreal Italia (Premio Management)
- Annamaria Cancellieri, Ministra dell’Interno (Premio Istituzioni)
- Maria Chiara Carrozza, rettrice Scuola Superiore Sant’Anna di Pisa (Premio Istituzioni)
- Elisabetta Tripodi, sindaca di Rosarno (Premio Istituzioni)
- Carla Braccialini, presidente onorario Braccialini (Premio alla Carriera)
- Elisa Casanova, capitana Nazionale Pallanuoto (Premio Sport)
- Giulia Quintavalle, campionessa olimpica Judo (Premio Sport)
- Eleonora Abbagnato, prima ballerina Opéra di Parigi (Premio Arte)
- Maria Cristina Ferradini, Head of Sustainability and Foundation Vodafone (Premio Germoglio d'Oro)
- Martina Cagliostro (Premio neolaureate)
- Raffaella Maestro (Premio neolaureate)
- Elisa Piazzalunga (Premio neolaureate)

### 2013 - Donne ad alta quota
La venticinquesima edizione del premio si svolge il 20 giugno 2013 a Roma presso lo Studio 5 del Centro di Produzione Tv DEAR Rai. La cerimonia, condotta da Lorena Bianchetti, viene trasmessa in seconda serata da Rai 2 il 22 giugno. Ospiti musicali della serata Al Bano, Stefano Di Battista con la sua orchestra e Nicky Nicolai, la vincitrice di The Voice of Italy Elhaida Dani e Parisse. A consegnare le Mele d’Oro rappresentanti del Governo, delle istituzioni e dello spettacolo, tra i quali Emma Bonino, Maria Chiara Carrozza, Maurizio Lupi e Antonio Catricalà.

#### Premiate
- Alaa Murabit, attivista libica per i diritti umani (Premio Internazionale)
- Angela Missoni, direttrice creativa Missoni (Premio Imprenditoria)
- Maria Cannata, direttrice generale del Debito Pubblico, Dipartimento del Tesoro, Ministero dell’Economia e delle Finanze (Premio Management)
- Simonetta Matone, vice Capo Dipartimento Amministrazione penitenziaria (Premio Istituzioni)
- Maria Latella, direttrice del periodico A (Premio Informazione)
- Ilaria Venturini Fendi, fondatrice e designer Carmina Campus (Premio Moda, Arte, Design)
- Maria Grazia Roncarolo, direttrice scientifica Istituto Scientifico San Raffaele, professoressa in Pediatria e Presidente Gruppo 2003 (Premio Scienze e Nuove Tecnologie)
- Giusy Versace, atleta paralimpica e presidente Disabili No Limits Onlus (Premio Sport)
- Franca Valeri, attrice (Premio Cultura e Spettacolo)
- Maria Bianca Farina, amministratrice delegata Poste Vita e Poste Assicura (Premio alla carriera)
- Web serie Una mamma imperfetta (Premio Web e New Media)
- Giulia Sarego (Premio neolaureate)

### 2014 - Donne ad alta quota
La ventiseiesima edizione del premio si svolge il 20 giugno 2014 a Roma presso lo Studio 5 del Centro di Produzione Tv DEAR Rai. La cerimonia, condotta da Federico Russo e Lorena Bianchetti, viene trasmessa in seconda serata da Rai2 il 27 giugno. Ospiti musicali della serata la vincitrice di The Voice Of Italy Suor Cristina Scuccia e i finalisti Giorgia Pino, Giacomo Voli e Tommaso Pini, e da Ti Lascio una Canzone le gemelle Claudia e Martina Scarpari.

#### Premiate
- Hawa Aden Mohamed, attivista per i diritti umani e femminili (Premio Internazionale)
- Cecilia Battistello, presidente Gruppo Contship Italia (Premio Imprenditoria)
- Silvia Merlo, amministratrice delegata Merlo (Premio Imprenditoria)
- Antonella Mansi, presidente uscente Fondazione Monte dei Paschi di Siena (Premio Management)
- Tatiana Rizzante, amministratrice delegata Reply (Premio Management)
- Federica Guidi, Ministra dello Sviluppo Economico (Premio Istituzioni)
- Maria Cristina Messa, rettrice dell’Università degli Studi di Milano-Bicocca (Premio Istituzioni)
- Monica Maggioni, giornalista e direttrice Rai News 24 (Premio Informazione)
- Patricia Urquiola, designer (Premio Moda Arte Design)
- Samantha Cristoforetti, astronauta e prima italiana nello spazio (Premio Scienze e Nuove Tecnologie)
- Licia Martignani, campionessa europea della nazionale italiana taekwondo (Premio Sport)
- Elena Sofia Ricci, attrice (Premio Cultura e Spettacolo)
- Ruthann Granito, CEO della Granito (Premio alla carriera)
- Maria Cristina Finucci, fondatrice del Garbage Patch State (Premio alla carriera)
- Francesca Lusini, presidente Peuterey Group (Premio Germoglio d'Oro)
- Arianna Gea Pagano (Premio neolaureate)
- Stefania Garasto (Premio neolaureate)
- Chiara Gandolfi (Premio neolaureate)

### 2015 - Donne ad alta quota
La ventisettesima edizione del premio si svolge il 20 giugno 2015 a Roma presso lo Studio 5 del Centro di Produzione Tv DEAR Rai. La cerimonia, condotta da Federico Russo e Maria Concetta Mattei, viene trasmessa in seconda serata da Rai 2 il 24 giugno. Ospite musicale la cantante Malika Ayane, che presenta in anteprima il brano Blu.

#### Premiate
- Esperança Bias, ex ministro per le Risorse minerarie del Mozambico (Premio Internazionale)
- Fabiola Gianotti, direttrice generale CERN (Premio scienze e Nuove Tecnologie)
- Giovanna Furlanetto, presidente Gruppo Furla (Premio Imprenditoria)
- Francesca Lavazza, amministratrice delegata FinLav e Consigliere di Lavazza Holding (Premio Imprenditoria)
- Lisa Ferrarini, presidente Assica e consigliere delegato Gruppo Agroalimentare Ferrarini (Premio Imprenditoria)
- Cristina Balbo, responsabile direzione regionale Piemonte, Valle d’Aosta e Liguria della Banca dei Territori di Intesa Sanpaolo (Premio Management)
- Cristina Scocchia, amministratrice delegata L’Oréal Italia (Premio Management)
- Roberta Pinotti, Ministra della Difesa (Premio Istituzioni)
- Paola Saluzzi, giornalista (Premio Informazione)
- Suor Eugenia Bonetti, associazione Slaves no more (Premio Speciale)
- Enrica Arena e Adriana Santanocito, startup Orange Fiber (Premio Germoglio d'Oro)
- Giorgia Baroffio (Premio neolaureate)
- Martina Botti (Premio neolaureate)

#### Premi alle aziende
- Vodafone (Premio Women Friendly)

### 2016 - Donne ad alta quota
La ventottesima edizione del premio si svolge il 17 giugno 2016 a Roma presso lo Studio 15 di Cinecittà. La cerimonia, condotta da Federico Russo con Melissa Greta Marchetto, viene trasmessa in seconda serata da Rai 2 il 23 giugno.

#### Premiate
- Irina Bokova, direttrice generale UNESCO (Premio Internazionale)
- Sonia Bonfiglioli, presidente e amministratrice delegata Bonfiglioli (Premio Imprenditoria)
- Federica Lucisano, amministratrice delegata Lucisano Media Group (Premio Imprenditoria)
- Paola Artioli, amministratrice delegata Aso Siderurgica e vicepresidente Federacciai (Premio Imprenditoria)
- Marinella Soldi, President & Managing Director Discovery Networks Southern Europe (Premio Management)
- Francesca Nieddu, direttrice Customer Experience e CRM Banca dei Territori – Intesa Sanpaolo (Premio Management)
- Melissa Peretti, amministratrice delegata American Express Italia (Premio Management)
- Emanuela D'Alessandro, consigliera diplomatica del Presidente della Repubblica Italiana (Premio Istituzioni)
- Luisa Ranieri, attrice (Premio Informazione e Spettacolo)
- Andrée Ruth Shammah, anima del Teatro Franco Parenti (Premio alla carriera)
- Letizia Gardoni, imprenditrice agricola Presidente Nazionale Coldiretti Giovani Impresa (Premio Germoglio d'Oro)
- Progetto Diamante (di Linda Avesani, Roberta Zampieri e Valentina Garonzi) (Premio Germoglio d'Oro)
- Chiara Bartalotta (Premio neolaureate)
- Veronica Lupis (Premio neolaureate)
- Giusy Marcellino (Premio neolaureate)

#### Premi alle aziende
- Eli Lilly and Company (Premio Women Friendly)
- Hera (Premio Women Friendly)

### 2017 - Donne ad alta quota
La ventinovesima edizione del premio si svolge il 16 giugno 2017 a Roma presso gli Studi Televisivi De Paolis. La cerimonia, condotta da Massimiliano Ossini con Melissa Greta Marchetto, viene trasmessa in seconda serata da Rai 2 il 21 giugno. Ospiti musicale della serata è la cantante Noemi.

#### Premiate
- Flavia Bustreo, vicedirettrice generale per la famiglia e la salute di donne e bambini dell’OMS (Premio Internazionale)
- Camilla Borghese, presidente e amministratrice delegata dell'Istituto Biochimico Italiano Giovanni Lorenzini (Premio Imprenditoria)
- Luisa Delgado, amministratrice delegata Safilo Group (Premio Management)
- Paola Basilone, prefetta di Roma (Premio Istituzioni)
- Ida Colucci, direttrice TG2 (Premio Informazione)
- Maria De Filippi, conduttrice, autrice e produttrice tv (Premio Spettacolo)
- Patrizia Paterlini Bréchot, ematologa, oncologa, professoressa di biologia molecolare e cellulare applicata (Premio Speciale)
- Linda Jackson, CEO brand Citroën (Premio Speciale)
- Patrizia Famiglietti, Art Director Ceramica di Vietri Francesco De Maio (Premio Artigianato)
- Mary Franzese, co-Founder Neuron Guard (Premio Germoglio d'oro)
- Giorgia Guma (Premio neolaureate)
- Roberta Della Peruta (Premio neolaureate)
- Monica Crosa di Vergagni (Premio neolaureate)
- Iolanda Borzì (Premio neolaureate)

#### Premi alle aziende
- ENEL (Premio Women Friendly)
- Poste Italiane (Premio Women Friendly)
- Pegaso (Premio Women Value Company)
- Vetrya (Premio Women Value Company)

### 2018 - Donne ad alta quota
La trentesima edizione del premio si svolge il 15 giugno 2018 a Roma presso l'Auditorium Rai del Foro Italico. La cerimonia, condotta da Paola Perego, viene trasmessa in seconda serata da Rai2 martedì 19 giugno (in replica il 23 giugno). Ospiti musicali della serata: Paola Turci, Enrico Ruggeri e Maryam Tancredi, vincitrice di The Voice of Italy. A consegnare le Mele d’Oro: Antonio Tajani, Vincenzo Boccia, Paola Severino, Edoardo Leo, Fedele Confalonieri, Salvatore Rossi, Elisabetta Belloni, Gianni Letta, Stefano Lucchini, Teresio Testa, Andrea Fabiano, Ida Colucci, Lella Golfo, Emanuela D’Alessandro, Antonio Catricalà, Paola Balducci, Rita dalla Chiesa, Olga Urbani.

#### Premiate
- Federica Mogherini, Alta rappresentante dell'Unione per gli affari esteri e la politica di sicurezza (Premio Internazionale)
- Elena Miroglio, vice presidente Gruppo Miroglio e presidente Miroglio Fashion (Premio Imprenditoria)
- Carla Demaria, presidente Monte Carlo Yachts e presidente Ucina Confindustria (Premio Management)
- Luciana Lamorgese, prefetta di Milano (Premio Istituzioni)
- Lucia Annunziata, giornalista (Premio Informazione)
- Anna Maria Broggiato, giornalista e direttrice Studio Aperto (Premio Informazione tv)
- Paola Cortellesi, attrice, autrice, sceneggiatrice (Premio Spettacolo)
- Letizia Battaglia, fotografa (Premio alla carriera)
- Ilaria Capua, virologa (Premio Ricerca)
- Maria Elisabetta Alberti Casellati, presidente del Senato (Premio Speciale)
- Marija Gabriel, Commissaria europea per l'economia e la società digitali (Premio Europa)
- Marica Branchesi, astrofisica (Premio Scienza)
- Michela Moioli, campionessa olimpica di snowboard cross (Premio Germoglio d'oro)
- Chiara Amato (Premio neolaureate)
- Maria Grazia Fadda (Premio neolaureate)
- Francesca Scialandrone (Premio neolaureate)

#### Premi alle aziende
- Zeta Service (Premio Women Value company)
- Arterra Bioscence (Premio Women Value company)
- Transmec (Premio Work Life Balance Friendly)

### 2019 - Donne ad alta quota
La trentunesima edizione del premio si svolge il 14 giugno 2019 a Roma presso gli Studi Fabrizio Frizzi della Rai. La cerimonia, condotta da Paola Perego, viene trasmessa in seconda serata da Rai 1 sabato 22 giugno. Durante la trasmissione è stato proposto il primo Inno ufficiale delle donne, con le parole della Presidente della Fondazione Marisa Bellisario Lella Golfo, la musica del maestro Cinzia Pennesi e la voce di Jessica Morlacchi. Ospite musicale della serata Fausto Leali. A consegnare le Mele d’Oro diverse personalità del mondo della cultura e dello spettacolo come Francesco Starace, Bruno Vespa, Elisabetta Belloni, Gianni Letta, Stefano Lucchini, Licia Mattioli, Salvatore Rossi, Raoul Bova, Lella Golfo, Antonio Catricalà, Claudia Gerini, Olga Urbani, Cristina Balbo, Teresio Testa.

#### Premiate
- Nadia Murad, attivista per i diritti umani (Premio Internazionale)
- Gloria Tenuta, presidente e amministratrice delegata Gias (Premio Imprenditoria)
- Elisabetta Ripa, amministratrice delegata Open Fiber (Premio Management)
- Mariangela Zappia, rappresentante permanente d’Italia presso le Nazioni Unite a New York (Premio Istituzioni)
- Federica Angeli, giornalista (Premio Informazione)
- Milly Carlucci, presentatrice e autrice (Premio Spettacolo)
- Sofia Corradi, ideatrice Programma Erasmus (Premio alla carriera)
- Cristiana Pegoraro, pianista e compositrice (Premio speciale)
- Lucrezia Bisignani, fondatrice e amministratrice delegata di Kukua (Premio Germoglio d'oro)
- Laura Montinori (Premio neolaureate)
- Maria Federica Palmieri (Premio neolaureate)
- Roberta Monteleone (Premio neolaureate)

#### Premi alle aziende
- Progetto 2000 Group (Premio Women Frienly)
- Le Antiche Mura (Premio Women Frienly)
- Novartis Italia (Premio Work Life Balance Friendly)

### 2020 - Donne che fanno la differenza
La trentaduesima edizione del premio si svolge il 15 ottobre 2020 a Roma presso gli Studi Fabrizio Frizzi della Rai. La cerimonia, condotta da Laura Chimenti, viene trasmessa in terza serata da Rai 1 sabato 17 ottobre ottenendo l'11% di share. La serata viene realizzata con alcuni mesi di ritardo rispetto alla tradizione a causa della Pandemia da Covid19. In segno di ringraziamento a tutte le donne in prima linea nella lotta al virus viene ideato il premio speciale Donne della Sanità, consegnato alle ricercatrici dell’Istituto Nazionale Malattie Infettive Lazzaro Spallanzani. Ospiti della serata Tosca e Roby Facchinetti. A consegnare le Mele d’Oro salgono sul palco il Ministro Elena Bonetti, Stefano Lucchini, Beatrice Coletti, Stefano Barrese, Sabino Cassese, Bruno Vespa, Luca Josi, Monica Maggioni, Antonio Catricalà, Emanuela d’Alessandro, Elisabetta Ripa, Francesca Mariotti, Alberto Matano, Eleonora Daniele, Valentina Bosetti, Simonetta, Iarlori, Elvira Angrisani, Serena Bortone e Gian Marco Saurino.

#### Premiate
- Francesca Di Giovanni, sottosegretaria della Sezione per i Rapporti con gli Stati della Santa Sede (Premio Internazionale)
- Maria Laura Garofalo, amministratrice delegata Garofalo Health Care (Premio Imprenditoria)
- Marialina Marcucci, consigliera di amministrazione Kedrion Biopharma (Premio Imprenditoria)
- Claudia Cattani, presidente Rete Ferroviaria Italiana (Premio Management)
- Rita Ciccone, Senior Partner F2i SGR (Premio Management)
- Marta Cartabia, prima presidente Corte Costituzionale (Premio Istituzioni)
- Gruppo delle ricercatrici dell’Istituto Nazionale per le Malattie Infettive Lazzaro Spallanzani (Premio Speciale Donne della Sanità)
- Francesca Porcu (Premio neolaureate)
- Francesca Randone (Premio neolaureate)
- Annalisa Bovone (Premio neolaureate)

#### Premi alle aziende
- ICMA Sartorial Paper (Premio Women Frienly)
- Tecnologie d'Impresa (Premio Women Frienly)
- Chiesi Farmaceutici (Premio Work Life Balance Friendly)

### 2021 - Donne che fanno la differenza
La trentatreesima edizione del premio si svolge il 1º luglio 2021 a Roma presso lo studio 5 degli Studi Fabrizio Frizzi della Rai. La cerimonia, condotta da Laura Chimenti, viene trasmessa in terza serata da Rai 1 il 17 luglio. Tra gli ospiti musicali della serata Al Bano, Ron e Chiara Galiazzo. L’evento è aperto da Lella Golfo, Presidente della Fondazione Marisa Bellisario, con una clip per celebrare i 10 anni della Legge sulle quote di genere, di cui è stata prima firmataria. A consegnare le Mele d’Oro sono il ministro Giancarlo Giorgetti, la ministra Cristina Messa, Lella Golfo, Stefano Lucchini, Letizia Moratti, Gianni Letta, Luigi Gubitosi, Marco Alverà, Viktor Elbling, Vincenzo Celeste, Maria Laura Garofalo, Simonetta Iarlori, Emilia Rio, Anna Roscio.

#### Premiate
- Özlem Türeci, immunologa e co-fondatrice BioNTech (Premio internazionale)
- Maria Cristina Piovesana, presidente e amministratrice delegata di A.L.F. Uno (Premio Imprenditoria)
- Elena Bottinelli, amministratrice delegata Irccs Ospedale San Raffaele e Irccs Istituto Ortopedico Galeazzi (Premio Management)
- Antonella Polimeni, rettrice La Sapienza Università di Roma (Premio Istituzioni)
- Silvia Calandrelli, direttrice Rai Cultura (Premio Cultura)
- Monica Mosca, direttrice settimanale Gente (Premio Informazione)
- Teresa Fornaro, scienziata e ricercatrice (Premio Germoglio d'oro)
- Nazionale Italiana di Calcio Femminile (Premio Speciale Sport)
- Nancy De Nunzio (Premio neolaureate)
- Giada Venturini (Premio neolaureate)
- Roberta Ferriero (Premio neolaureate)

#### Premi alle aziende
- Quid (Premio Women Frienly)
- Sargomma (Premio Women Frienly)
- Menarini (Premio Work Life Balance Friendly)

### 2022 - Donne che fanno la differenza
La trentaquattresima edizione del premio si svolge venerdì 10 giugno 2022 a Roma presso lo studio 5 degli Studi Fabrizio Frizzi della Rai. La cerimonia, condotta da Laura Chimenti, viene trasmessa in terza serata da Rai 1 sabato 18 giugno. Nel corso della serata di esibiscono sul palco le cantanti Arisa e Noemi. L'attrice Barbara Foria recita un monologo dedicato alle donne, mentre Lella Golfo, Presidente della Fondazione Marisa Bellisario, racconta la visita nei territori dell’Ucraina colpiti dalla guerra. Ad aprire l’evento è un balletto che la ballerina ucraina Anastasia Kuzmina, nota al pubblico per la partecipazione alla trasmissione Ballando con le stelle, ha creato in onore del suo Paese. A consegnare le Mele d’Oro la Ministra della Giustizia Marta Cartabia, la Ministra per le Pari Opportunità e la Famiglia Elena Bonetti, Elisabetta Belloni, Antonella Polimeni, Bruno Vespa, Matteo Del Fante, Lella Golfo, Gianni Letta, Simona Agnes, Michele Mirabella, Eleonora Daniele, Monica Giandotti, Massimiliano Ossini, Anna Roscio, Alberto Marenghi, Nicoletta Buonomo, Pierluigi Dialuce, Renata Mele.

#### Premiate
- Mareya Bashir, prima donna Procuratrice Generale della Provincia di Herat (Premio internazionale)
- Iryna Glebova, vice direttrice Museo d'arte occidentale e orientale di Odessa (Premio internazionale)
- Veronica Squinzi, amministratrice delegata e direttrice sviluppo globale Mapei (Premio Imprenditoria)
- Paola Angeletti, Chief Operating Officer Gruppo Intesa Sanpaolo (Premio Management)
- Gabriella Palmieri Sandulli, Avvocato Generale dello Stato (Premio Istituzioni)
- Alessandra Buonanno, direttrice Istituto Max Planck per la fisica gravitazionale (Premio speciale)
- Gabriella Simoni, giornalista e inviata di guerra Mediaset (Premio informazione)
- Stefania Battistini, giornalista e inviata di guerra Rai (Premio informazione)
- Sara Del Debbio, Program Officer Africa and Middle East presso Good Shepherd International Foundation (Premio germoglio d'Oro)
- Sara Cavallero (Premio neolaureate)
- Giorgia Nadizar (Premio neolaureate)
- Luisa Tolosano (Premio neolaureate)

#### Premi alle aziende
- Masseria San Domenico (Premio Women Frienly)
- Multi (Premio Women Frienly)
- ATM (Premio Work Life Balance Friendly)

### 2023 - Donne che fanno la differenza
La trentacinquesima edizione del premio si svolge a Roma il 15 giugno 2023 presso lo studio 5 degli Studi Fabrizio Frizzi della Rai. La cerimonia, condotta da Serena Autieri, viene trasmessa in terza serata da Rai 1 sabato 17 giugno. 
Autieri, accompagnata al pianoforte dal Maestro Enzo Campagnoli, canta insieme a Patty Pravo, mentre il ballerino Sergio Bernal Alonso si esibisce in un flamenco. Nel corso della serata viene inoltre proposta un'esibizione legata all'attualità con un gruppo di danzatrici che rendono omaggio alle donne iraniane. A consegnare le Mele d’Oro alle vincitrici: Antonella Polimeni, Antonio Polito, Lella Golfo, Maria Bianca Farina, Beppe Convertini, Pino Strabioli, Elisabetta Belloni, Silvia Rovere, Eleonora Daniele, Paola Severini, Francesco Vaia, Luana Ravegnini, Gigi Marzullo, Giuseppina Di Foggia, Renata Mele, Luigi Corradi, Carlo Bonomi, Anna Carbonelli.

#### Premiate
- Alessandra Balocco, presidente e amministratrice delegata Balocco (Premio Imprenditoria)
- Valeria Sandei, amministratrice delegata Almawave (Premio Management)
- Nunzia Ciardi, vicedirettrice Agenzia per la cybersicurezza nazionale (Premio Istituzioni)
- Sandra Gallina, direttrice generale Salute Sicurezza Alimentare Commissione europea (Premio Istituzioni)
- Agnese Pini, direttrice QN, Il Resto Del Carlino, La Nazione, Il Giorno (Premio Informazione)
- Laura Mattarella, figlia del Presidente della Repubblica Italiana Sergio Mattarella (Premio Speciale)
- Barbara Jatta, direttrice Musei Vaticani (Premio Speciale)
- Paola Tricomi, ricercatrice (Premio Germoglio d'Oro)
- Virginia Negri (Premio neolaureate)
- Michela Proietti (Premio neolaureate)
- Arianna Adelaide Maurina (Premio neolaureate)

#### Premi alle aziende
- SPS Manifatture (Premio Women Value Company Intesa Sanpaolo)
- Uomo & Ambiente (Premio Women Value Company Intesa Sanpaolo)
- GSK (Premio Work Life Balance Friendly)

### 2024 - Donne che fanno la differenza
La trentaseiesima edizione del premio si è svolta a Roma il 14 giugno 2024 presso il Tempio di Venere nel parco archeologico del Colosseo. La serata è stata condotta da Luca Barbarossa ed ha avuto come ospiti Neri Marcorè, Romana Maggiora Vergano, Malika Ayane e Ermal Meta.

#### Premiate
- Cristina Zucchetti, presidente Zucchetti Group (Premio Imprenditoria)
- Elena Goitini, amministratrice delegata BNL e responsabile BNP Paribas per l’Italia (Premio Management)
- Margherita Cassano, prima presidente Corte di Cassazione (Premio Istituzioni)
- Giovanna Botteri, giornalista ed inviata Rai (Premio Informazione)
- Margherita Buy, attrice (Premio Spettacolo)
- Francesca Nanni, prima donna procuratrice generale della corte d’appello di Milano (Premio Speciale)
- Alfonsina Russo, prima direttrice del Parco archeologico del Colosseo (Premio Speciale)
- Suor Raffaella Petrini, prima a ricoprire il ruolo di segretaria generale del governatorato della Città del Vaticano (Premio Speciale)
- Federica Brignone, sciatrice (Premio Germoglio d'Oro)
- Anna Grassellino, direttrice centro SQMS (Superconducting Quantum Materials and Systems) del Fermilab di Chicago.
- Beatrice Vincenzi (Premio neolaureate)
- Chiara Monacchini (Premio neolaureate)
- Veronica Grosso (Premio neolaureate)

#### Premi alle aziende
- Pellemoda (Premio Women Value Company Intesa Sanpaolo)
- Lab Instruments (Premio Women Value Company Intesa Sanpaolo)
- SIT (Premio Work Life Balance Friendly)

### 2025 - Donne che fanno la differenza
La trentasettesima edizione del premio si svolgerà a Roma il 27 giugno 2025 presso il Tempio di Venere nel parco archeologico del Colosseo. La serata sarà condotta da Gabriele Corsi. 
Premiate
- Roberta Metsola, presidente Parlamento Europeo (Premio Internazionale)
- Laura Bertulessi, founder e amministratrice delegata Italtrans (Premio Imprenditoria)
- Daniela Perrotta, ragioniera generale dello Stato (Premio Istituzioni)
- Rita Lofano, direttrice AGI (Premio Informazione)
- Suor Monia Alfieri, religiosa delle Suore di Santa Marcellina (Premio Religiose)
- Arianna Alessi, vicepresidente di OTB Foundation ETS (Premio Speciale)
- Maria Luisa Gota, responsabile divisione asset management di Intesa Sanpaolo e di Eurizon Capital, presidente di Assogestioni (Premio Management)
- Claudia Gerini, attrice (Premio Spettacolo)
- Alice D'Amato (Premio Germoglio d'Oro)
- Eliana Mangiardi (Premio neolaureate)
- Sara Zoccheddu (Premio neolaureate)
- Alessandra Magnabosco (Premio neolaureate)

Premi alle aziende
- TERNA (Premio Women Empowerment Company)
- MyLime (Premio Women Value Company Intesa Sanpaolo - piccola impresa)
- Moulan Group (Premio Women Value Company - Intesa Sanpaolo - media impresa)